# Condado de Martín Moreno
El condado de Martín Moreno fue un título nobiliario español creado por Francisco Franco el 1 de octubre de 1961, a favor de Francisco Martín-Moreno, general del Ejército, jefe del Estado Mayor del Ejército.
El título fue suprimido el 21 de octubre de 2022 tras la entrada en vigor de la Ley de Memoria Democrática.

## Denominación
La denominación de la dignidad nobiliaria refiere a los apellidos, paterno y materno, por los que fue universalmente conocida la persona a la que se le otorgó dicha merced nobiliaria.

## Carta de otorgamiento
El título nobiliario se le otorgó por: 

«La eficaz y leal colaboración que me prestó con fidelidad, certera visión y capacidad de trabajo, el General de División don Francisco Martín Moreno desde la Jefatura del Estado Mayor de nuestros Ejércitos durante toda la Cruzada, le hacen acreedor a mi reconocimiento y a la distinción que le otorgo con motivo del vigésimo quinto Aniversario de mi elevación a la Jefatura del Estado».
Decreto 1760/1961, de 1 de octubre. Publicado en el B.O.E. el 2 de octubre de 1961.

## Condes de Martín Moreno
|                               | Titular                                 | Periodo                       |
| Creación por Francisco Franco | Creación por Francisco Franco           | Creación por Francisco Franco |
| ----------------------------- | --------------------------------------- | ----------------------------- |
| I                             | Francisco Martín-Moreno                 | 1961-1961                     |
| II                            | Francisco José Martín-Moreno y González | 1963-2004                     |
| III                           | Francisco José Martín-Moreno Carnero    | 2006-2022                     |

## Historia de los condes de Martín Moreno
- Francisco Martín-Moreno, I conde de Martín Moreno, general del Ejército, Jefe del Estado Mayor del Ejército.

Le sucedió, por carta de sucesión, el 25 de octubre de 1963, su nieto paterno:
- Francisco José Martín-Moreno y González (-2004),[5] II conde de Martín Moreno, doctor ingeniero industrial.

Casó con María de los Dolores Carnero, con quien tuvo dos hijos y una hija: Francisco José, Juan Manuel, y Victoria Martín-Moreno Carnero. Le sucedió, por real carta de sucesión de fecha 1 de septiembre de 2006, su hijo primogénito:
- Francisco José Martín-Moreno Carnero, III conde de Martín Moreno.[6] Último titular.